# هان جه سوک
هان جه سوک (کره‌ای: 한재석؛ زادهٔ ۱۲ اوت ۱۹۷۳) بازیگر اهل کره جنوبی است. او در مجموعه‌های تلویزیونی مختلفی از جمله همه چیز دربارهٔ ایو، چهار خواهر و تاجر بزرگ ایفای نقش کرده است. او همچنین در مجموعه‌های چینی نیز حضور پیدا کرده است و در کنار بازیگرانی همچون روبی لین و سیسیلیا چیانگ بازی کرده است.